# 2015年岩手県知事選挙
2015年岩手県知事選挙（2015ねんいわてけんちじせんきょ）は、2015年（平成27年）8月20日に行われた岩手県知事を選出する選挙である。
現職の達増拓也以外に立候補者が無く、告示日の8月20日に無投票当選が確定し、9月6日に予定していた投開票は行われなかった。

## 概要
2015年4月に元復興大臣で参議院議員の平野達男が自由民主党の推薦で立候補表明を行ったが、その後断念した

## 選挙データ
※無投票

## 立候補者
達増は前回、当時政権与党だった民主党の推薦を受けたが、今回は政党の推薦を受けなかった。しかし、民主党・維新の党・日本共産党・社会民主党・生活の党の野党各党が事実上の支援を表明した。